# Kilifina
Kilifina is een monotypisch geslacht van spinnen uit de  familie van de Mysmenidae.

## Soort
- Kilifina inquilina Baert & Murphy, 1987